# 2012년 일본 프로 야구 올스타전
2012년 일본 프로 야구 올스타전은 2012년 7월 20일과 7월 21일, 7월 23일에 열린 일본 프로 야구의 올스타전 경기이다.

## 개요
2008년부터 계속된 마쓰다의 특별 협찬을 받아 ‘마쓰다 올스타 게임 2012’(マツダオールスターゲーム2012)라는 이름으로 개최됐다. 전년도와 마찬가지로 세 차례의 경기가 열렸다. 단, 지방 개최가 2경기 이상 편성된 것은 처음이었다.

## 일정
- 1차전 : 7월 20일

교세라 돔 오사카(18시 00분에 시작, 퍼시픽 리그가 홈팀으로 취급)
- 2차전 : 7월 21일

마쓰야마 봇짱 스타디움(18시 00분에 시작, 센트럴 리그가 홈팀으로 취급) ※예비일: 7월 22일, 13시 30분에 시작
- 3차전 : 7월 23일

이와테 현영 야구장(18시 05분에 시작, 퍼시픽 리그가 홈팀으로 취급) ※예비일: 7월 24일, 13시 00분에 시작
1. 3차전과 관련해서는 2011년 3월 11일에 발생한 동일본 대지진과 후쿠시마 제1 원자력 발전소 사고로부터의 부흥을 기원하는 차원에서 전년도에 일본제지 클리넥스 스타디움 미야기에 이어 피해를 입은 지역에서의 개최가 이뤄졌다.
2. 2차전, 3차전에는 예비일이 마련돼 있었지만 예비일도 취소되면 열리지 않는다. 예비일은 다음날 경기 장소로의 이동을 고려해 낮 경기으로 치러진다(7월 25일부터 정규 시즌이 시작됨).

## 특별 행사
- 홈런 더비
  - 2차전에 관해서는 에히메 아사히 TV의 협찬으로 ‘eat 홈런 더비’로 치러졌다.
- 야구 전당 헌액식(1차전  도중)

참석자 : 기타벳푸 마나부, 쓰다 쓰네미(쓰다의 경우 고인을 위해 유족이 대리 참석)
- 모리오카산사오도리, 불꽃놀이(3차전 도중)

## 출장 선수
| 범례 - 굵은 글씨 : 팬 투표에 의한 출장 - ※ : 선수간 투표에 의한 출장 - ◇ : ‘마쓰다 스카이 액티브 테크놀로지 플러스 원 드림’ 투표에 의한 출장 - ▲ : 출장 사퇴 선수 발생에 의한 보충 선수 - 그 외에는 감독 추천에 의한 출장 |

| 센트럴 리그 | 센트럴 리그         | 센트럴 리그 | 센트럴 리그 |
| ----------- | ------------------- | ----------- | ----------- |
| 감독        | 다카기 모리미치     | 주니치      |             |
| 코치        | 오가와 준지         | 야쿠르트    |             |
| 코치        | 하라 다쓰노리       | 요미우리    |             |
| 선발 투수   | 마에다 겐타         | 히로시마    | 2           |
| 중간 계투   | 야마구치 데쓰야     | 요미우리    | 2           |
| 마무리 투수 | 후지카와 규지       | 한신        | 8           |
| 투수        | 스기우치 도시야※    | 요미우리    | 7           |
| 투수        | 이와세 히토키       | 주니치      | 9           |
| 투수        | 다지마 신지▲        | 주니치      | 첫 출장     |
| 투수        | 다테야마 쇼헤이     | 야쿠르트    | 4           |
| 투수        | T. 바넷             | 야쿠르트    | 첫 출장     |
| 투수        | 아카가와 가쓰키     | 야쿠르트    | 첫 출장     |
| 투수        | 우쓰미 데쓰야       | 요미우리    | 5           |
| 투수        | 노미 아쓰시         | 한신        | 첫 출장     |
| 투수        | 에노키다 다이키▲    | 한신        | 2           |
| 투수        | 오타케 간           | 히로시마    | 3           |
| 투수        | 노무라 유스케       | 히로시마    | 첫 출장     |
| 투수        | 미우라 다이스케     | DeNA        | 5           |
| 포수        | 아베 신노스케※      | 요미우리    | 9           |
| 포수        | 다니시게 모토노부   | 주니치      | 10          |
| 포수        | 아이카와 료지       | 야쿠르트    | 5           |
| 1루수       | 나카무라 노리히로   | DeNA        | 8           |
| 1루수       | T. 블랑코※          | 주니치      | 3           |
| 2루수       | 히라노 게이이치※    | 한신        | 4           |
| 3루수       | 미야모토 신야※      | 야쿠르트    | 7           |
| 유격수      | 도리타니 다카시     | 한신        | 3           |
| 유격수      | 사카모토 하야토※    | 요미우리    | 5           |
| 내야수      | 아라키 마사히로     | 주니치      | 5           |
| 내야수      | 하타케야마 가즈히로 | 야쿠르트    | 2           |
| 내야수      | 무라타 슈이치       | 요미우리    | 4           |
| 내야수      | 도바야시 쇼타◇      | 히로시마    | 첫 출장     |
| 외야수      | 조노 히사요시※      | 요미우리    | 2           |
| 외야수      | 다카하시 요시노부※  | 요미우리    | 9           |
| 외야수      | A. 라미레스         | DeNA        | 8           |
| 외야수      | 와다 가즈히로※      | 주니치      | 6           |
| 외야수      | 오시마 요헤이       | 주니치      | 첫 출장     |
| 외야수      | W. 발렌틴           | 야쿠르트    | 2           |

| 퍼시픽 리그 | 퍼시픽 리그        | 퍼시픽 리그 | 퍼시픽 리그 |
| ----------- | ------------------ | ----------- | ----------- |
| 감독        | 아키야마 고지      | 소프트뱅크  |             |
| 코치        | 구리야마 히데키    | 닛폰햄      |             |
| 코치        | 와타나베 히사노부  | 세이부      |             |
| 선발 투수   | 사이토 유키        | 닛폰햄      | 2           |
| 중간 계투   | 히라노 요시히사    | 오릭스      | 4           |
| 마무리 투수 | 다케다 히사시      | 닛폰햄      | 6           |
| 투수        | 다나카 마사히로※   | 라쿠텐      | 5           |
| 투수        | 모리후쿠 마사히코  | 소프트뱅크  | 2           |
| 투수        | 오토나리 겐지      | 소프트뱅크  | 첫 출장     |
| 투수        | 요시카와 미쓰오    | 닛폰햄      | 첫 출장     |
| 투수        | 기시 다카유키      | 세이부      | 2           |
| 투수        | 기시다 마모루      | 오릭스      | 2           |
| 투수        | 니시 유키          | 오릭스      | 첫 출장     |
| 투수        | 시오미 다카히로▲   | 라쿠텐      | 첫 출장     |
| 투수        | 아오야마 고지      | 라쿠텐      | 첫 출장     |
| 투수        | 나루세 요시히사    | 지바 롯데   | 3           |
| 투수        | 가라카와 유키      | 지바 롯데   | 2           |
| 투수        | 마스다 나오야      | 지바 롯데   | 첫 출장     |
| 포수        | 쓰루오카 신야      | 닛폰햄      | 첫 출장     |
| 포수        | 시마 모토히로※     | 라쿠텐      | 4           |
| 포수        | 사토자키 도모야    | 지바 롯데   | 7           |
| 1루수       | 이나바 아쓰노리※   | 닛폰햄      | 8           |
| 2루수       | 이구치 다다히토    | 지바 롯데   | 8           |
| 2루수       | 다나카 겐스케※     | 닛폰햄      | 3           |
| 3루수       | 마쓰다 노부히로    | 소프트뱅크  | 2           |
| 3루수       | 나카무라 다케야※   | 세이부      | 5(1)        |
| 유격수      | 나카지마 히로유키※ | 세이부      | 8           |
| 내야수      | 이대호             | 오릭스      | 첫 출장     |
| 내야수      | 아카시 겐지▲       | 소프트뱅크  | 첫 출장     |
| 외야수      | 이토이 요시오※     | 닛폰햄      | 4           |
| 외야수      | 나카타 쇼          | 닛폰햄      | 2           |
| 외야수      | 요 다이칸          | 닛폰햄      | 첫 출장     |
| 외야수      | 우치카와 세이이치※ | 소프트뱅크  | 4           |
| 외야수      | 히지리사와 료※     | 라쿠텐      | 첫 출장     |
| 외야수      | 가쿠나카 가쓰야◇   | 지바 롯데   | 첫 출장     |
| 지명타자    | T. 슬레지          | 닛폰햄      | 첫 출장     |
| 지명타자    | W. M. 페냐※        | 소프트뱅크  | 첫 출장     |

- 숫자는 출장 횟수를 뜻하며 괄호 안에 있는 숫자는 상기 횟수 가운데 부상 때문에 출전하지 못한 횟수.

1. ↑  왼쪽 팔꿈치 관절 통증으로 출전을 포기했으며 대체할 선수로는 다지마를 선출했다.
2. ↑  왼손 갑골절로 출전을 포기했으며 대체할 선수로는 에노키다를 선출했다.
3. ↑  오른쪽 팔꿈치 내측 인대염으로 출전을 포기했으며 대체할 선수로는 시오미를 선출했다.
4. ↑  왼쪽 대퇴골 연골 손상 때문에 출전을 포기했으며 대체할 선수로는 아카시를 선출했다.

더욱이 사퇴한 선수는 부상 여부에 상관 없이 야구 협약 86조에 의해 올스타전 종료 후 후반기 시작 시점부터 10경기 동안 선수 등록이 불가능하다. 이와세 히토키는 3경기 모두 벤치에 들어갔지만 3경기 모두 등판하지 않았다.

## 올스타전 경기 결과

### 1차전

#### 스코어
| 팀 | 1 | 2 | 3 | 4 | 5 | 6 | 7 | 8 | 9 | R | H | E |
| 센트럴 | 0 | 2 | 1 | 0 | 1 | 0 | 0 | 0 | 0 | 4 | 8 | 0 |
| 퍼시픽 | 1 | 0 | 0 | 0 | 0 | 0 | 0 | 0 | 0 | 1 | 4 | 0 |
| 승리 투수: 스기우치 도시야(요미우리) 패전 투수: 사이토 유키(닛폰햄) 세이브: 토니 바넷(야쿠르트) 홈런: 센트럴 – 나카무라 노리히로(DeNA·2회 2점) 퍼시픽 – 요 다이칸(닛폰햄·1회 1점) |   |   |   |   |   |   |   |   |   |   |   |   |

#### 출장 선수
| 센트럴 | 센트럴 | 센트럴            |
| 타순   | 수비   | 선수              |
| ------ | ------ | ----------------- |
| 1      | (중)   | 조노 히사요시     |
| 2      | (유)   | 도리타니 다카시   |
| 3      | (지)   | A. 라미레스       |
| 4      | (포)   | 아베 신노스케     |
| 5      | (우)   | W. 발렌틴         |
| 6      | (一)   | 나카무라 노리히로 |
| 7      | (좌)   | 다카하시 요시노부 |
| 8      | (三)   | 미야모토 신야     |
| 9      | (二)   | 히라노 게이이치   |
|        | (투)   | 스기우치 도시야   |

| 퍼시픽 | 퍼시픽 | 퍼시픽            |
| 타순   | 수비   | 선수              |
| ------ | ------ | ----------------- |
| 1      | (중)   | 요 다이칸         |
| 2      | (우)   | 이토이 요시오     |
| 3      | (三)   | 마쓰다 노부히로   |
| 4      | (一)   | 이대호            |
| 5      | (유)   | 나카지마 히로유키 |
| 6      | (지)   | 이나바 아쓰노리   |
| 7      | (二)   | 이구치 다다히토   |
| 8      | (좌)   | 나카타 쇼         |
| 9      | (포)   | 쓰루오카 신야     |
|        | (투)   | 사이토 유키       |

#### 수상 선수
MVP
- 나카무라 노리히로(DeNA)

2회초에 사이토로부터 역전 결승 2점 홈런을 때려내면서 자신으로서는 2001년 3차전 이후 두 번째 수상이다. 요코하마 야수로서는 2005년 1차전에 긴조 다쓰히코 이후 7년 만이다.
감투 선수상
- 블라디미르 발렌틴(야쿠르트)

2안타 1희생타로 2타점을 기록했다.
- 노미 아쓰시(한신)

2이닝을 던져 무실점 호투를 보였다.
- 요 다이칸(닛폰햄)

퍼시픽 올스타팀의 유일한 득점인 선두 타자 홈런을 기록했다.

### 2차전

#### 스코어
| 팀 | 1 | 2 | 3 | 4 | 5 | 6 | 7 | 8 | 9 | R | H  | E |
| 퍼시픽 | 0 | 0 | 0 | 0 | 0 | 0 | 0 | 0 | 0 | 0 | 4  | 1 |
| 센트럴 | 1 | 0 | 2 | 0 | 0 | 1 | 0 | 0 | X | 4 | 11 | 0 |
| 승리 투수: 마에다 겐타(히로시마) 패전 투수: 나루세 요시히사(지바 롯데) 홈런: 센트럴 – 사카모토 하야토(요미우리·3회 2점) |   |   |   |   |   |   |   |   |   |   |    |   |

#### 출장 선수
| 퍼시픽 | 퍼시픽 | 퍼시픽            |
| 타순   | 수비   | 선수              |
| ------ | ------ | ----------------- |
| 1      | (중)   | 히지리사와 료     |
| 2      | (우)   | 가쿠나카 가쓰야   |
| 3      | (유)   | 나카지마 히로유키 |
| 4      | (지)   | W. M. 페냐        |
| 5      | (一)   | 이나바 아쓰노리   |
| 6      | (三)   | 마쓰다 노부히로   |
| 7      | (좌)   | 우치카와 세이이치 |
| 8      | (二)   | 다나카 겐스케     |
| 9      | (포)   | 사토자키 도모야   |
|        | (투)   | 나루세 요시히사   |

| 센트럴 | 센트럴 | 센트럴              |
| 타순   | 수비   | 선수                |
| ------ | ------ | ------------------- |
| 1      | (三)   | 도바야시 쇼타       |
| 2      | (중)   | 오시마 요헤이       |
| 3      | (유)   | 사카모토 하야토     |
| 4      | (좌)   | 와다 가즈히로       |
| 5      | (우)   | W. 발렌틴           |
| 6      | (지)   | 무라타 슈이치       |
| 7      | (二)   | 도리타니 다카시     |
| 8      | (一)   | 하타케야마 가즈히로 |
| 9      | (포)   | 다니시게 모토노부   |
|        | (투)   | 마에다 겐타         |

#### 수상 선수
MVP
- 마에다 겐타(히로시마)

선발 등판으로 3이닝 1피안타 무실점 호투로 승리 투수가 됐다. 투수의 MVP 수상은 2004년 1차전에서 마쓰자카 다이스케(당시 세이부) 이후 8년 만이다. 히로시마 투수에 의한 MVP 수상은 1980년 3차전에서 에나쓰 유타카 이래 32년 만의 수상이다.
감투 선수상
- 사카모토 하야토(요미우리)

3회에 요시카와로부터 2점 홈런을 날리는 등 2안타 2타점 2득점을 기록했다.
- 노무라 유스케(히로시마)

3이닝 동안 1피안타 무실점, 2탈삼진의 호투를 보였다.
- 아카시 겐지(소프트뱅크)

4회에 다니시게의 타구를 잘 잡는 파인 플레이를 보였고 타격에서도 올스타전 첫 안타를 기록했다.

### 3차전

#### 스코어
| 팀 | 1 | 2 | 3 | 4 | 5 | 6 | 7 | 8 | 9 | R | H  | E |
| 센트럴 | 0 | 0 | 0 | 1 | 0 | 0 | 0 | 0 | 1 | 2 | 9  | 2 |
| 퍼시픽 | 0 | 0 | 4 | 2 | 0 | 0 | 0 | 0 | X | 6 | 11 | 1 |
| 승리 투수: 시오미 다카히로(라쿠텐) 패전 투수: 미우라 다이스케(DeNA) 홈런: 센트럴 – 하타케야마 가즈히로(야쿠르트·4회 1점) 퍼시픽 – 요 다이칸(닛폰햄·3회 3점) |   |   |   |   |   |   |   |   |   |   |    |   |

#### 출장 선수
| 센트럴 | 센트럴 | 센트럴              |
| 타순   | 수비   | 선수                |
| ------ | ------ | ------------------- |
| 1      | (중)   | 조노 히사요시       |
| 2      | (二)   | 히라노 게이이치     |
| 3      | (유)   | 사카모토 하야토     |
| 4      | (一)   | 하타케야마 가즈히로 |
| 5      | (지)   | 아베 신노스케       |
| 6      | (우)   | W. 발렌틴           |
| 7      | (좌)   | 다카하시 요시노부   |
| 8      | (三)   | 나카무라 노리히로   |
| 9      | (포)   | 아이카와 료지       |
|        | (투)   | 미우라 다이스케     |

| 퍼시픽 | 퍼시픽 | 퍼시픽            |
| 타순   | 수비   | 선수              |
| ------ | ------ | ----------------- |
| 1      | (중)   | 요 다이칸         |
| 2      | (우)   | 히지리사와 료     |
| 3      | (유)   | 나카지마 히로유키 |
| 4      | (一)   | 이대호            |
| 5      | (지)   | 나카무라 다케야   |
| 6      | (三)   | 마쓰다 노부히로   |
| 7      | (좌)   | 나카타 쇼         |
| 8      | (二)   | 이구치 다다히토   |
| 9      | (포)   | 시마 모토히로     |
|        | (투)   | 다나카 마사히로   |

#### 수상 선수
MVP
- 요 다이칸(닛폰햄)

3회말에 미우라로부터 결승타가 되는 선제 3점 홈런을 포함한 3안타 4타점의 활약을 보였다. 중화민국 국적 야수에 의한 MVP 수상은 오 사다하루에 이어 두 번째이며 닛폰햄 선수에 의한 MVP는 2011년 3차전에서 이나바 아쓰노리 이래 2년 연속 수상이다.
감투 선수상
- 나카타 쇼(닛폰햄)

2안타 1타점을 기록했다.
- 기시 다카유키(세이부)

2이닝 무실점의 호투를 보였다.
- 하타케야마 가즈히로(야쿠르트)

4회에 시오미로부터 홈런을 포함한 2안타 1타점을 기록했다.
SKYACTIV TECHNOLOGY상(3경기를 통해서 가장 팬들의 인상에 남은 선수)
- 아카가와 가쓰키(야쿠르트)

3차전에서 6회부터 등판해 3이닝 동안 무안타 2탈삼진 무실점의 호투를 보였다.

## 같이 보기
- 일본 야구 기구
- 일본 프로 야구 올스타전